# Éric Laurent
Pour les articles homonymes, voir Laurent (patronyme).
Ne doit pas être confondu avec Éric Laurrent.
Éric Laurent, né le 4 mars 1947,[Où ?], est un journaliste français, spécialisé en politique internationale, qui a notamment travaillé sur France Culture. Il est spécialiste des questions touchant la finance et la géopolitique du pétrole.

## Biographie
Après une maîtrise de droit et des études en sciences de la communication à l'université de Californie à Berkeley, Éric Laurent se spécialise en politique étrangère, et couvre les grands conflits en tant que reporter de Radio France : guerre israélo-arabe de 1973, occupation soviétique de l'Afghanistan en 1979, invasion israélienne du Liban en 1982... Il animera avec Thierry Garcin l'émission Les Enjeux internationaux sur France Culture jusqu'en 2014.
En 1979, il est conseiller et collaborateur de Jean-Jacques Servan-Schreiber, fondateur de L'Express, pour l'élaboration et l'écriture du Défi mondial, édité par Fayard en 1980 et publié simultanément dans 15 pays.
En 1984, il est chercheur au Woodrow Wilson Center for International Studies de Washington, et publie La puce et les géants, une enquête sur la révolution informatique et la guerre du renseignement, à partir de la Silicon Valley. L’ouvrage, préfacé par l'historien Fernand Braudel, est publié chez Fayard et sera adapté par FR3, ainsi que par une télévision britannique.
Éric Laurent devient, à partir de 1985 et pour de nombreuses années, l'un des grands reporters du Figaro Magazine, spécialisé en géopolitique, et réalise à ce titre des interviews exclusives de personnalités internationales : Mouammar Kadhafi, Saddam Hussein, David Rockefeller, Giovanni Agnelli, Ronald Reagan, etc.
En 1985 toujours, il publie chez Fayard La corde pour les pendre, enquête géopolitique sur les liens et complicités entre le monde des affaires et les dirigeants communistes depuis la révolution d'octobre 1917. Le livre, dont le fil conducteur est la phrase de Lénine : « Les capitalistes nous vendront eux-mêmes la corde avec laquelle nous les pendrons », examine la personnalité mystérieuse du milliardaire Armand Hammer, ami intime non seulement de Lénine et de ses successeurs au Kremlin, mais aussi des présidents américains les plus conservateurs. Armand Hammer, alors âgé de 87 ans, cherche à faire interdire ce livre, en raison des révélations qu'il contient, mais en vain.
En 2003, il dévoile les stratégies inavouées de la guerre en Irak dans La Guerre des Bush, vendu à 160 000 exemplaires en France et traduit en 19 langues, suivi de Le Monde secret de Bush. Les deux livres ont été adaptés à la télévision pour Le Monde selon Bush.
En 2004, il publie La face cachée du 11 septembre. Le livre, fruit d'un an d'enquête, qui a conduit l'auteur aux États-Unis, au Pakistan, à Dubaï, au Qatar, en Israël et jusqu'aux montagnes de Tora Bora (dernier refuge de Ben Laden en Afghanistan), dévoile les mensonges, délits d'initiés et silences officiels qui entourent la tragédie du 11 Septembre. Sur son blog personnel, il conclut en 2012, que « Revenir sur le 11 septembre 2001 est impossible » et en 2014 « On ne parlera plus jamais du 11 Septembre ».

### Litige avec Mohammed VI
Le 27 août 2015, Éric Laurent est interpellé en compagnie de Catherine Graciet, accusé par maître Éric Dupond-Moretti, avocat du roi du Maroc, d'avoir tenté de faire chanter le roi. Le journaliste admet qu'un accord financier a été passé en échange de la non-publication d'un ouvrage à charge contre le souverain marocain. Il nie, par l'intermédiaire de son avocat, les accusations de chantage. Un juge d'instruction le met en examen avec sa co-auteure pour chantage et extorsion de fonds.
Le 31 août 2015, dans une interview sur RTL, il confirme l'accord transactionnel « à l'initiative du royaume du Maroc, instrumentalisé par ce dernier » afin de discréditer les auteurs.
Le 23 septembre 2015, la police technique et scientifique indique dans son rapport sur l'enregistrement fourni par l'avocat du Maroc, Hicham Naciri, que l'enregistrement du premier entretien a été trafiqué et qu'il ne permet pas d'établir si c'est un original ou un montage. L'avocat du royaume du Maroc aurait « malencontreusement » supprimé de son smartphone, puis de son ordinateur, l'original, utilisant par contre le logiciel de traitement de son Adobe Audition CS6 destiné à la réalisation de montage pour « augmenter la qualité de l'enregistrement ». La seule pièce restant au dossier est l'enregistrement de la police, qui correspond en tout point aux déclarations des journalistes et rend désormais plus que plausible l'accord transactionnel à l'initiative du royaume du Maroc.
Le 17 février 2016, les deux journalistes ont fait condamner le Journal du dimanche pour atteinte à la présomption d'innocence, à la suite d'un article publié le 30 août 2015 qui, selon les juges « ne laisse planer aucun doute dans l'esprit du lecteur sur la culpabilité des journalistes. » Ils soulignent également que l'auteur de l'article ne formule « aucune réserve » quant à l'attitude et aux déclarations des représentants du royaume du Maroc.
Le mardi 20 septembre 2016, la Cour de cassation casse l'arrêt de la cour d'appel de Paris jugeant réguliers trois enregistrements réalisés par l’avocat du palais marocain à l’insu des journalistes Éric Laurent et Catherine Graciet, et renvoie les parties devant la cour d'appel de Reims.
Le 16 février 2017, la cour d'appel de Reims, vers laquelle l'affaire avait été renvoyée, valide à nouveau les trois enregistrements audio qui prouveraient la thèse de la tentative de chantage.
Le pourvoi en cassation contre cet arrêt a été rejeté, selon arrêt d'Assemblée plénière rendu le 10 novembre 2017 (n°17-082028, Légifrance). L'avocat des journalistes affirme alors viser un recours auprès de la Cour européenne des droits de l'homme.
En mars 2023, Éric Laurent et Catherine Graciet sont condamnés à un an de prison avec sursis et 10,000 euros d'amende ; ils ont annoncé faire appel.

### Vie privée
Il est le père de l'essayiste Samuel Laurent.

## Ouvrages
- La Puce et les Géants : De la révolution informatique à la guerre du renseignement, Paris, Fayard, coll. « Grands documents contemporains », 1983, 295 p. (ISBN 978-2213012629), Prix Dodo de l'Académie française
- La Corde pour les pendre, Paris, Fayard, coll. « Fayard Documents », 1985, 304 p. (ISBN 978-2213015507)
- Karl Marx Avenue, Paris, Olivier Orban, 1987, 496 p. (ISBN 978-2855653563)
- Un espion en exil, Paris, Olivier Orban, 1990, 310 p. (ISBN 978-2855654683)
- Guerre du Golfe : Le dossier secret, Paris, Olivier Orban, 1991, 304 p. (ISBN 978-2855656267) (avec Pierre Salinger)
- Tempête du desert : Les secrets de la Maison Blanche, Paris, Olivier Orban, 1991, 349 p. (ISBN 978-2855656465)
- L'Effondrement - Histoire secrète de la chute de Gorbatchev - 1989-1991, éditions Olivier Orban, 1992,  (ISBN 2-85565-735-0)
- La mémoire d'un roi : Entretiens avec le roi Hassan II, Paris, Plon, 1993, 304 p. (ISBN 978-2259025966)

- Moscou à Wall Street, 1994, Les banques et les sociétés commerciales soviétiques implantées à l'Ouest.
- Les Fous de la paix, histoire secrète d'une négociation avec Marek Halter, 1994, récit des négociations israélo-palestiniennes aboutissant aux accords d'Oslo.
- Henri Konan Bédié, les chemins de ma vie, 1999, entretiens avec le président de la Côte d’Ivoire.
- Guerre au Kosovo, le dossier secret, 2000
- Le Génie de la modération : réflexions sur les vérités de l’islam, 2000, entretiens avec le roi du Maroc Hassan II.
- Le Grand Mensonge, le dossier noir de la vache folle, 2001, Ou l'on apprend que le nombre de morts dus à Alzheimer est sans doute surestimé, celui des morts liés à l'ESB étant lui sous estimé
- La Guerre des Bush , Paris, Plon, 2003, Enquête sur les relations de la famille Bush avec la famille ben Laden et Saddam Hussein.
- Le Monde secret de Bush, 2003, Enquête sur les réseaux de l'extrême droite américaine, notamment chrétienne, qui ont soutenu George W. Bush. Ce livre a fait l'objet d'une adaptation télévisée diffusée par France 2 en 2004, Le Monde selon Bush, réalisée par William Karel.
- La Face cachée du 11 septembre, 2004
- La Face cachée du pétrole, 2006, Enquête sur les manipulations et les mensonges des pays qui produisent le pétrole et des compagnies qui le vendent. Point de départ d'un documentaire sur Arte, diffusé en septembre 2010, et d'une émission de Deux mille ans d'Histoire sur France Inter, en septembre 2010.
- Bush, l'Iran et la bombe, 2007, Enquête sur une guerre programmée.
- La Face cachée des banques. Scandales et révélations sur les milieux financiers, Plon 2009
- Le Scandale des délocalisations, Paris, Plon, 2011  (ISBN 978-2259212564)[22]
- Le Roi prédateur. Main basse sur le Maroc avec Catherine Graciet, 2012  (ISBN 978-2021064636)
- La Conspiration Wao Yen, Paris, Flammarion, 2013  (ISBN 978-2081271258)

## Émission de télévision
- Eric Laurent, La face cachée du 11 septembre chez Thierry Ardisson - INA Arditube, 2004[23]